# Parc Nacional Alutaguse
El Parc Nacional d'Alutaguse (en estonià: Alutaguse rahvuspark) és un parc nacional al comtat d'Ida-Viru, a l'est d'Estònia.Es va crear el 2018 amb l'objectiu de protegir els paisatges pantanosos, forestals i costaners típics i rars i el patrimoni cultural de l'est d'Estònia.
El parc es troba principalment a la Depressió d'Alutaguse. Aquesta regió es caracteritza per una baixa densitat de població i un alt percentatge de paisatges naturals. Aproximadament el 54% del parc consisteix en torberes i el 42% és boscós
Al parc nacional hi viuen esquirols voladors, àguiles daurades, perdius blanques, cigonyes negres i altres espècies.
La superfície del parc nacional és de 44.331 hectàrees, cosa que el fa més de tres vegades més gran que el Parc Nacional de Karula. L'àrea protegida es troba a les àrees dels municipis rurals d'Alutaguse, Lüganuse, Jõhvi i Toila i consta de diverses àrees separades.

## Fundació del parc
El parc nacional es va establir el 24 de novembre de 2018 sobre la base d'11 àrees protegides existents. Les reserves naturals de Puhatu, Agusalu, Muraka i Selisoo, les reserves paisatgístiques d'Iisaku, Kurtna, Smolnitsa, Jõuga, Struuga i Mäetaguse i la zona de conservació de l'alt riu Narva van romandre dins de l'àrea del parc nacional.
Les normes de protecció vigents per a les àrees protegides van continuar vigents fins que les normes de protecció dels parcs nacionals van entrar en vigor l'1 de gener de 2021. El 2024 es va iniciar una ampliació del parc nacional, que, un cop finalitzada, hauria d'augmentar la superfície de l'àrea protegida a gairebé 70.000 hectàrees

## Assentaments humans al Parc Nacional
La zona que envolta el complex de pantans d'Alutaguse ha estat durant molt de temps una font de recursos naturals i ha proporcionat refugi a la gent local. A mitjan segle XX encara existien 14 masies a les illes i boscos que envoltaven el pantà de Muraka, ara marcades per ruïnes o arbres vells. Les dunes interiors envoltades de grans torberes van proporcionar refugi als vilatans durant els temps de guerra.
El lloc on ara es troba el campament juvenil de Kurtna va ser utilitzat com a camp d'entrenament militar a la dècada de 1930 i durant la Segona Guerra Mundial. Encara es poden veure trinxeres i caus de guineu antics al paisatge. Avui dia, Kurtna té diversos llocs i senders recreatius per fer senderisme i practicar esports.
Jõuga té el cementiri de túmuls més gran d'Estònia, amb gairebé 270 túmuls i quatre zhalniks o monticles funeraris, que es van utilitzar entre els segles XI i XVI. Els vots que van immigrar a Estònia van construir el seu cementiri al lloc d'un assentament neolític, i els edificis del poble actual es van construir sobre un antic assentament de l'edat de pedra.
Amb el temps, hi ha hagut unes 16 masies a la zona d'Alutaguse. Actualment, els parcs senyorials de sis d'aquestes masies estan sota protecció: Iisaku, Illuka, Kurtna, Kiikla, Pagari i Mäetaguse. Els parcs senyorials són relativament petits, presenten principalment espècies autòctones i estan força salvatges. No obstant això, encara són importants i familiars per als habitants locals. La majoria de les cases senyorials que han sobreviscut als girs de la història van ser construïdes al segle XIX en estil classicista o historicista. Els edificis principals de les masies de Kurtna i Kiikle estan buits i la masia d'Iisaku ha estat destruïda, però la masia d'Illuka s'ha transformat amb èxit en una escola. La masia de Pagari és una de les construccions originals de fusta d'estil tardoclàssic més destacades d'Estònia. Actualment, hi funciona un hostal. Les 14 dependències de la masia de Mäetaguse han estat restaurades i ara s'utilitzen com a hotel, restaurant, spa i molt més. L'edifici principal va albergar una escola des de 1922 fins a 1982 i després el govern municipal. A prop d'un quilòmetre al nord-oest de la masia, al turó de Kabelimäe, es troba la capella neogòtica del cementiri.
Les ruïnes del castell de l'Orde Livonià a Vasknarva s'alcen sobre els marges sorrencs de la part alta del riu Narva. El castell mira cap a Rússia a l'altra banda del riu i va ser construït per primera vegada el 1349 quan servia de castell fronterer per a Livònia. L'estructura va patir molts danys al llarg dels anys i va ser reconstruïda repetidament per ser encara més forta, fins que finalment va ser destruïda a la Guerra Russo-Sueca.

## Reserva Natural de Puhatu
La Reserva Natural de Puhatu és una reserva natural situada dins del Parc Nacional Alutaguse. La reserva natural se centra en un dels aiguamolls més grans d'Estònia, compost per aiguamolls, bosc de ribera i el riu Poruni. L'aiguamoll ha disminuït a causa de la mineria de pissarra bituminosa, la producció de torba i el drenatge.
La reserva natural és la llar de 21 espècies de plantes protegides diferents, i d'un nombre de mamífers i ocells inusuals, incloent-hi tres tipus d'àguila. La reserva també serveix com a important lloc de descans per a espècies migratòries. S'ha construït un sender d'estudi per als visitants.

## Reserva Natural d'Agusalu
La Reserva Natural d'Agusalu és una altra reserva natural situada dins del Parc Nacional La reserva natural comprèn una porció d'una gran zona d'aiguamolls, i el paisatge està dominat per aiguamolls; no obstant això, també és la ubicació de l'únic sistema de dunes de sorra continentals d'Estònia, cobertes per un bosc primari rar. Aproximadament el 20% de la zona d'aiguamolls està coberta per les úniques dunes continentals d'Estònia, que sumen al voltant de 200. Aquestes dunes solen tenir una alçada d'entre 7 i 18 metres, amb longituds d'entre 200 i 3.000 metres i amplades de 20 a 200 metres. Les dunes sustenten boscos naturals primaris, que són rars tant a Estònia com a tot Europa. El paisatge presenta transicions abruptes entre ambients humits i secs, així com entre diferents tipus d'hàbitats, cosa que fa que totes les etapes del desenvolupament de les torberes siguin observables.
La zona tradicionalment ha estat de difícil accés i, per tant, les traces de la influència humana són molt limitades. Fins i tot va servir de refugi per a la gent local durant les èpoques de guerra. La mineria de pissarra bituminosa a la rodalia, així com la silvicultura intensificada, són avui les principals amenaces per a l'entorn únic de la zona. Avui dia, la zona ha estat equipada amb un carril bici i altres instal·lacions per als visitants.
La zona és la llar de diverses espècies rares o protegides. Pel que fa a la fauna, es poden esmentar el llop gris i el linx nòrdic, així com diversos ocells: és la zona de nidificació més important d'Estònia per la gamba verda i la llar de l'àguila marina de cua blanca (Haliaeetus albicilla), l'àguila daurada (Aquila chrysaetos), el gall fer (Tetrao urogallus) i la perdiu blanca (Lagopus lagopus). Les espècies vegetals inclouen orquídies inusuals.

## Reserva Natural de Muraka
La Reserva Natural de Muraka és una reserva natural que es remunta al 1938, quan es va designar una àrea protegida a la zona en un esforç per protegir les àguiles nidificants de la zona. La reserva natural es caracteritza pels seus aiguamolls; diverses torberes grans estan envoltades de aiguamolls, pantàns, molleres i rierols. A més, també hi ha zones de bosc verge. La reserva natural és una de les poques zones salvatges que queden al nord-est d'Estònia.
La reserva natural és un refugi important per a diverses espècies d'animals. El falcó pelegrí, que altrament es veu rarament de forma regular a Estònia, sovint s'hi pot observar. També hi són presents l'esquirol volador siberià, Cucujus cinnaberinus i Boros schneideri. Al poble proper d'Oonurme, s'exhibeix una petita exposició permanent sobre la reserva natural al centre comunitari. A la mateixa reserva natural, també s'han preparat senders per als visitants interessats

## Reserva Natural de Selisoo
La Reserva Natural de Selisoo és una altra reserva natural que es troba dins del PN d'Alutaguse.
La superfície de la reserva natural és de 1,444 ha (3,570 acres) (14.44 km2 (5.58 sq mi)) L'àrea protegida va ser fundada el 2015 per protegir tipus d'hàbitats valuosos i espècies amenaçades al poble de Metsküla, Ida-Viru (antic municipi de Mäetaguse)

## Àrees protegides

### Ârea de Kutna
'L'Àrea de Conservació del Paisatge de Kurtna és una àrea protegida que des del 24 de novembre de 2018, forma part del Parc Nacional d'Alutaguse. Abans de la seva integració al parc nacional, tenia una superfície de 2.820 hectàrees.
L'àrea protegida es va crear el 1987 per protegir els llacs del sistema lacustre de Kurtna i la formació de drumlins de Kurtna. A la zona hi creixen diverses espècies sota protecció de la natura: per exemple, la Littorella uniflora (II categoria).
L'àrea de conservació del paisatge també té un paper important com a àrea d'esbarjo.

### Àrea de Smolnitsa

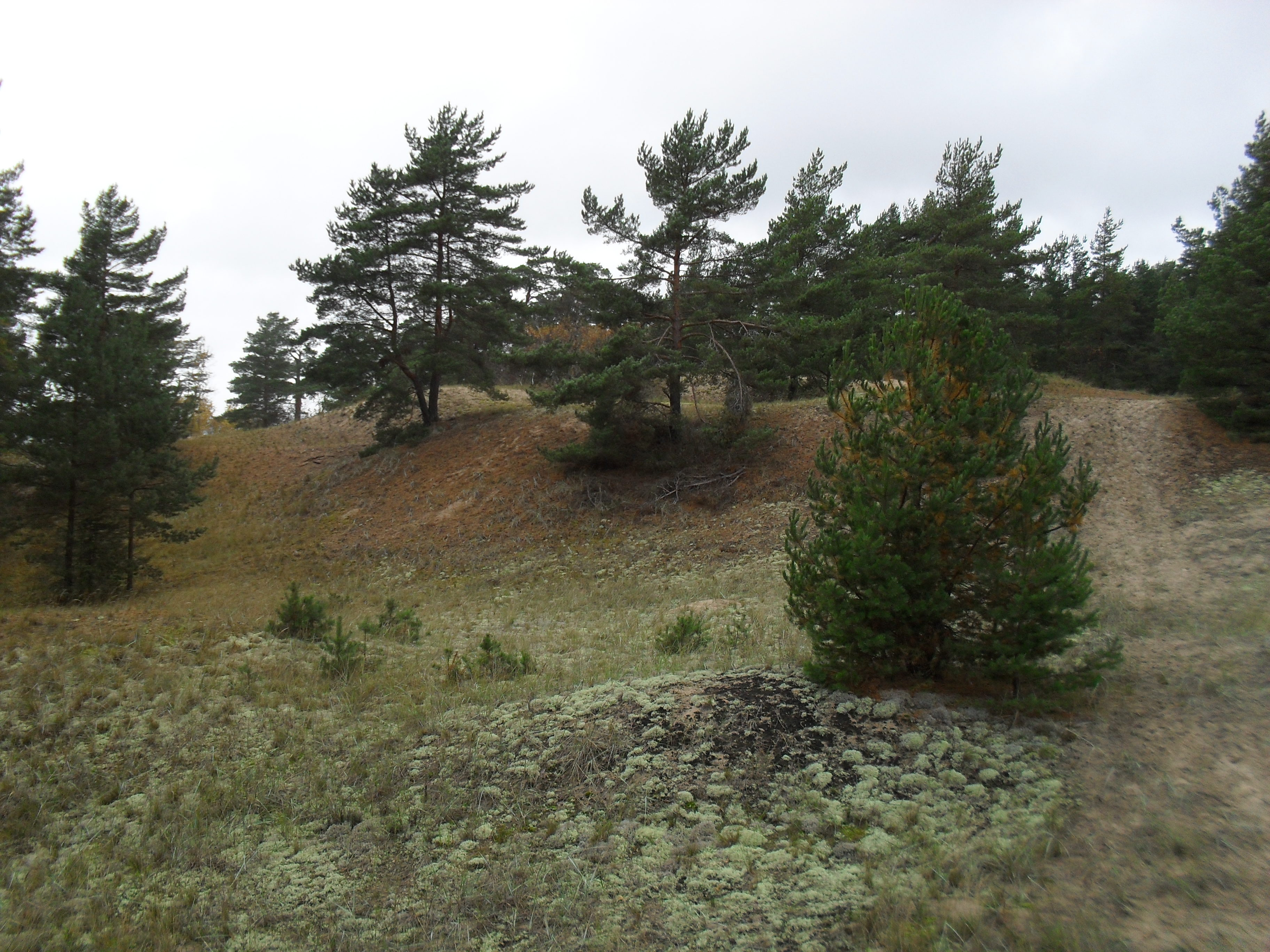
Bosc de dunes a l'àrea de conservació del paisatge de Smolnitsa

L'Àrea de Conservació del Paisatge de Smolnitsa és una àrea de conservació del paisatge dins del Parc Nacional d'Alutaguse. La superfície de l'àrea de conservació és de 239 ha.
L'àrea de conservació es va formar el 1967 per protegir les dunes properes al llac Peipus . Les fronteres i l'estatus actuals daten de l'any 1996.

### Àrea de Jöuga
L'Àrea de Conservació del Paisatge de Jöuga és una àrea de conservació del paisatge dins del Parc Nacional d'Alutaguse. La superfície de l'àrea de conservació és de 304 hectàrees
L'àrea protegida va ser designada el 1996 com a "Àrea de Conservació del Paisatge de Kivinõmme". El 2017, l'àrea protegida va ser rebatejada com a "Àrea de Conservació del Paisatge de Jõuga".

### Àrea de Struuga
L'Àrea de Conservació del Paisatge de Struuga és una àrea de conservació del paisatge dins del Parc Nacional d'Alutaguse. La superfície de l'àrea de conservació és de 1250 hectàrees.L'àrea de conservació es va formar l'any 2007
L'objectiu de protecció de l'àrea de conservació és protegir la biologia dels meandres abandonats (struuga) i les planes al·luvials de la zona d'origen del riu Narva, així com els hàbitats de les espècies d'ocells migratoris.

### Àrea de Mäetaguse
L'Àrea de Conservació del Paisatge de Mäetaguse és una àrea de conservació del paisatge dins del PN d'Alutaguse. La superfície del parc natural era de 53 hectàrees.
L'àrea protegida va ser fundada el 1965 per protegir el bosc de roures de Mäetaguse i el parc de Mäetaguse (prats arbrats, boscos de bardissa) així com la protecció de l'Alnus hirsuta. L'any 2006, l'àrea protegida va ser designada com a àrea de conservació del paisatge.

## Galeria

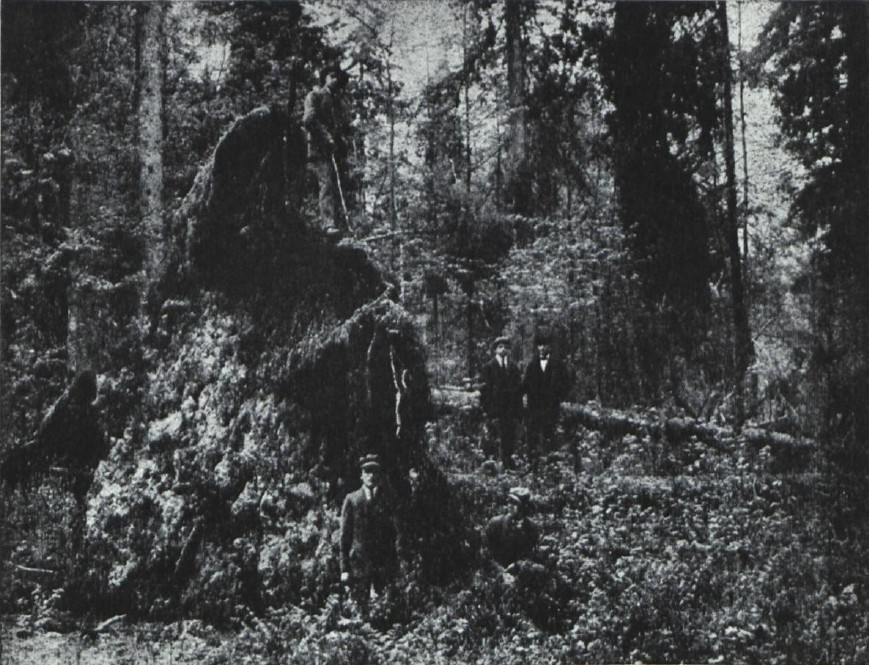
Bosc del parc a la dècada de 1930
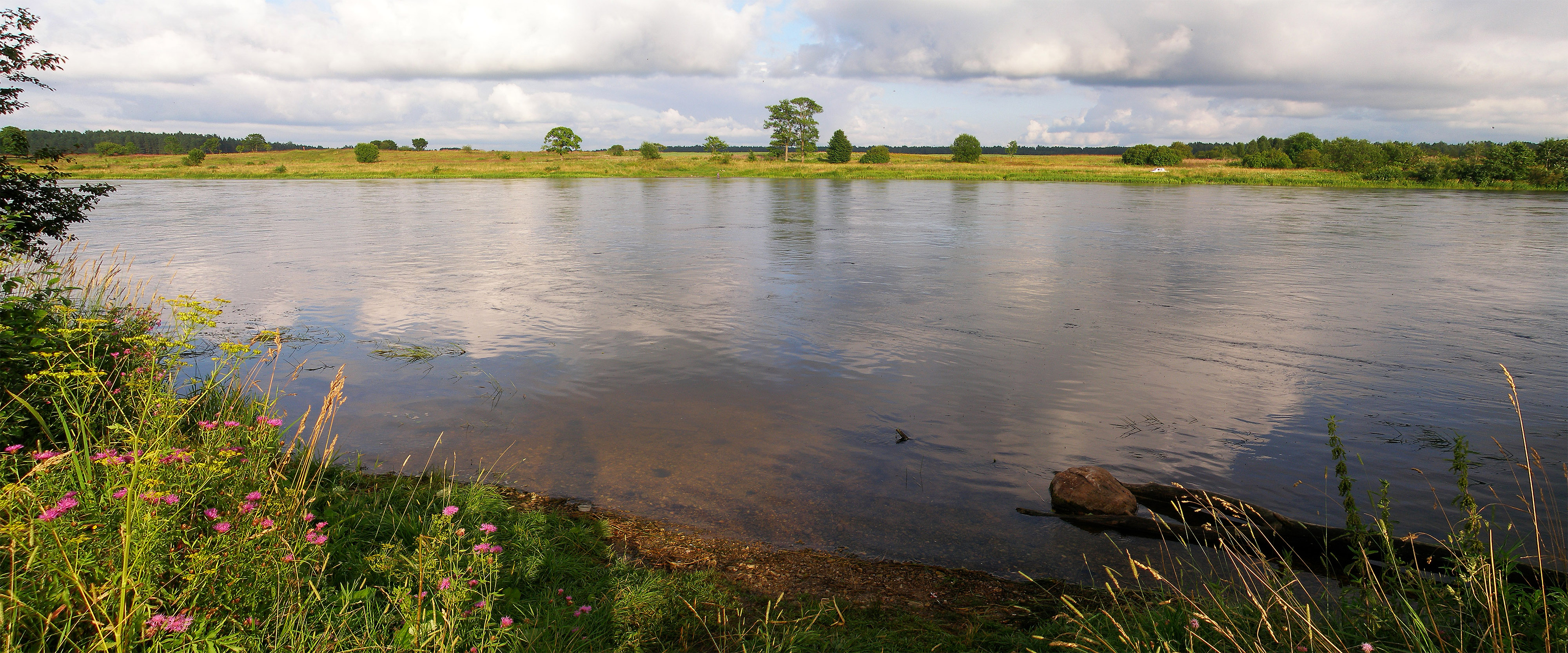
Riu Narva passant pel parc
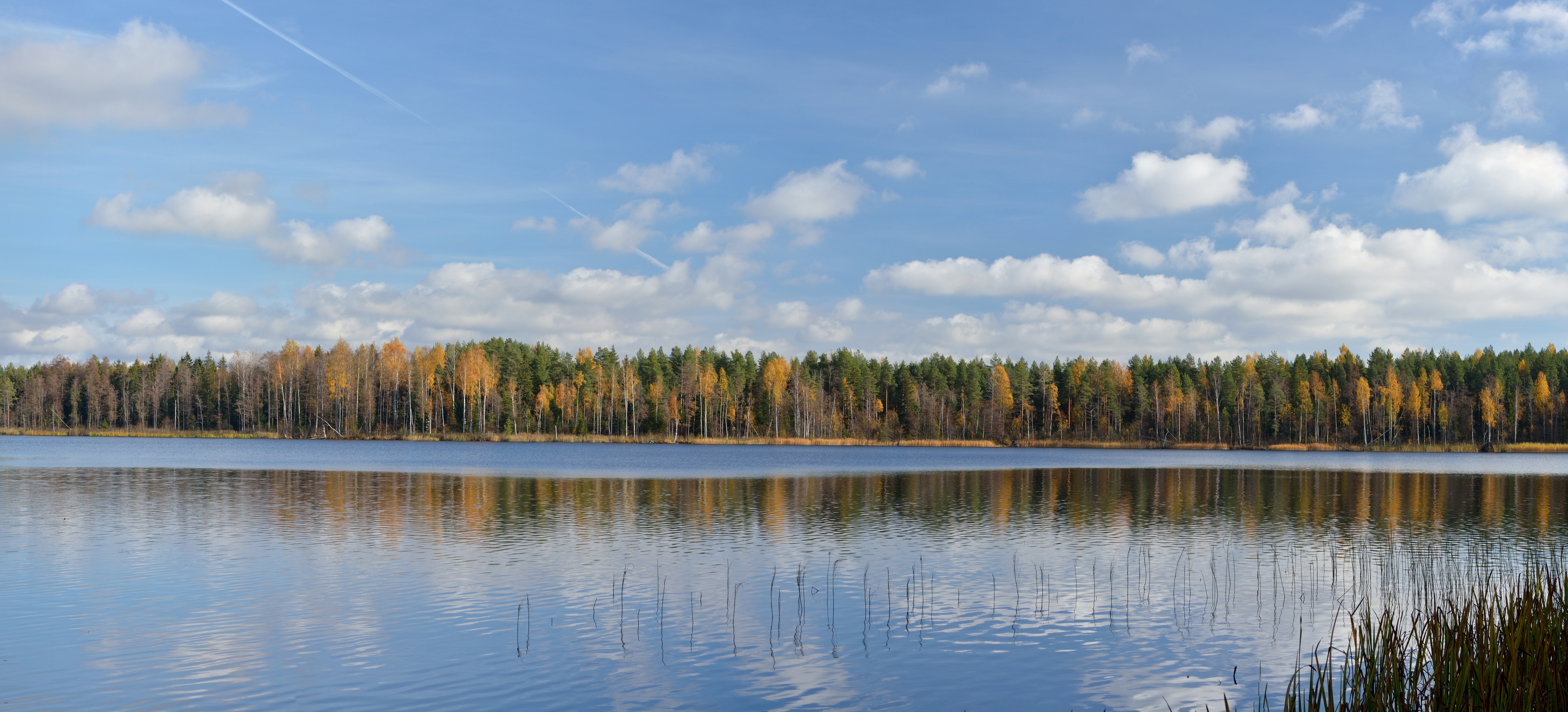
Llac Jaala
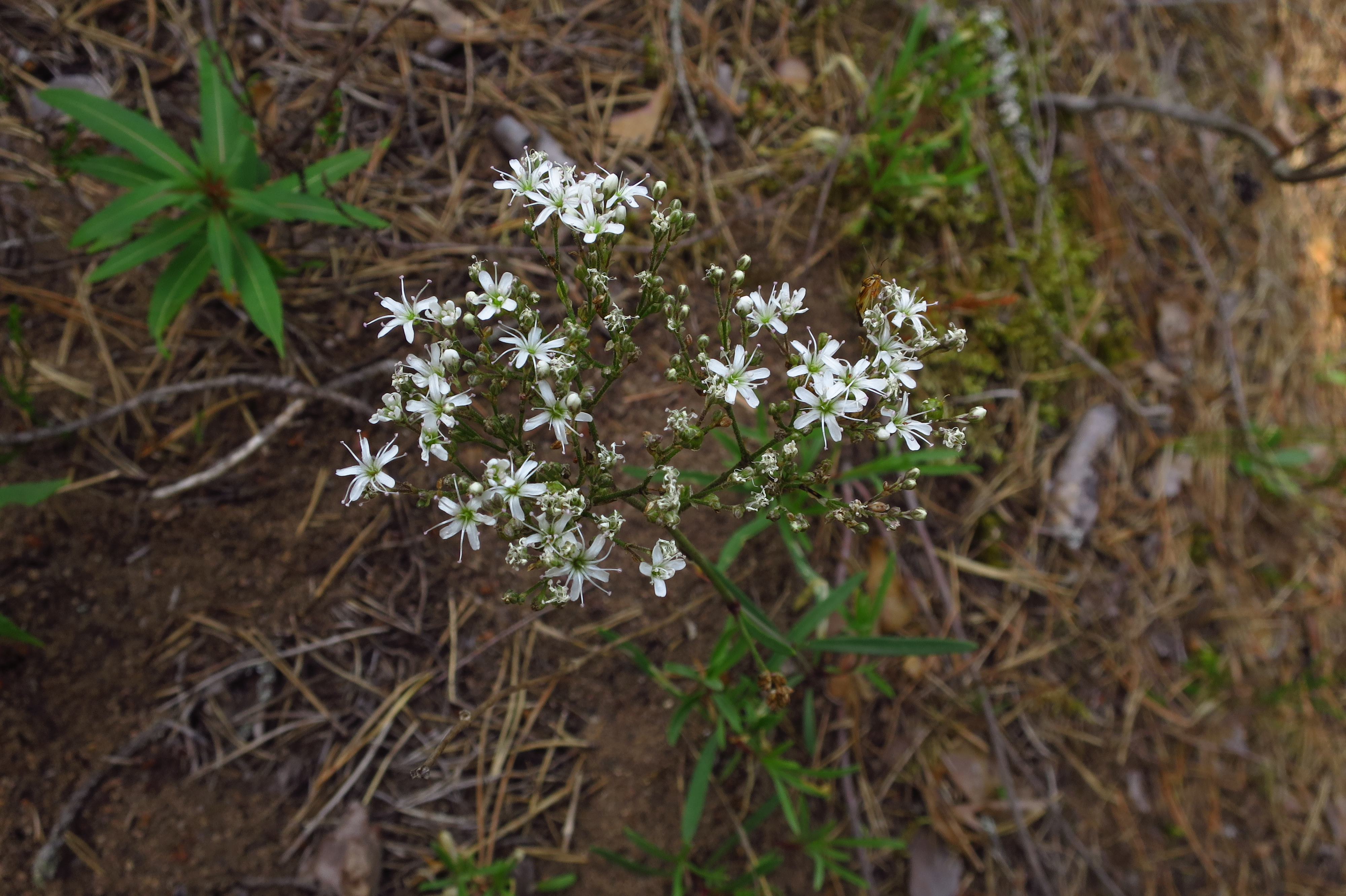
Gypsophila fastigiata dins del parc
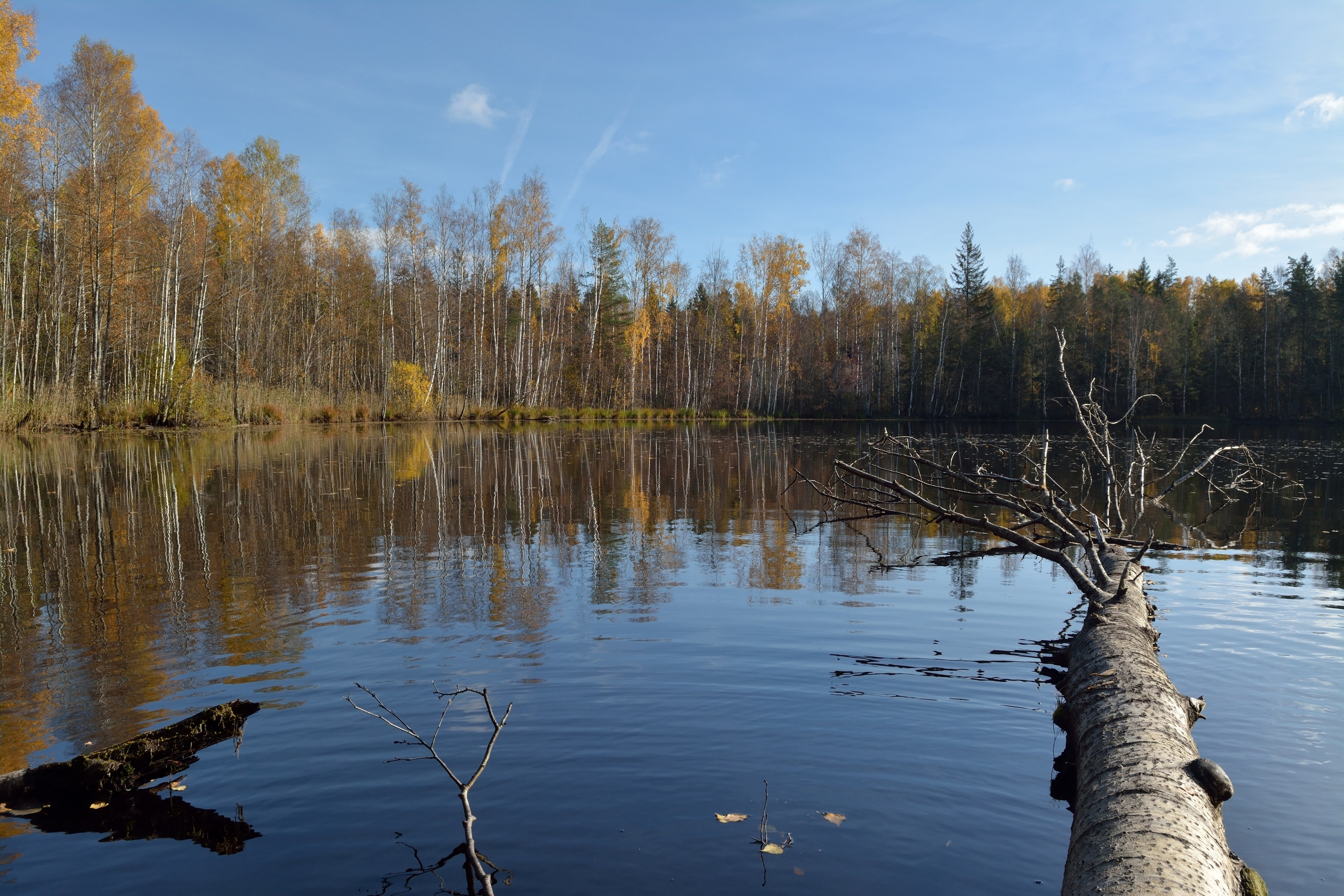
Llac Must-Jaala
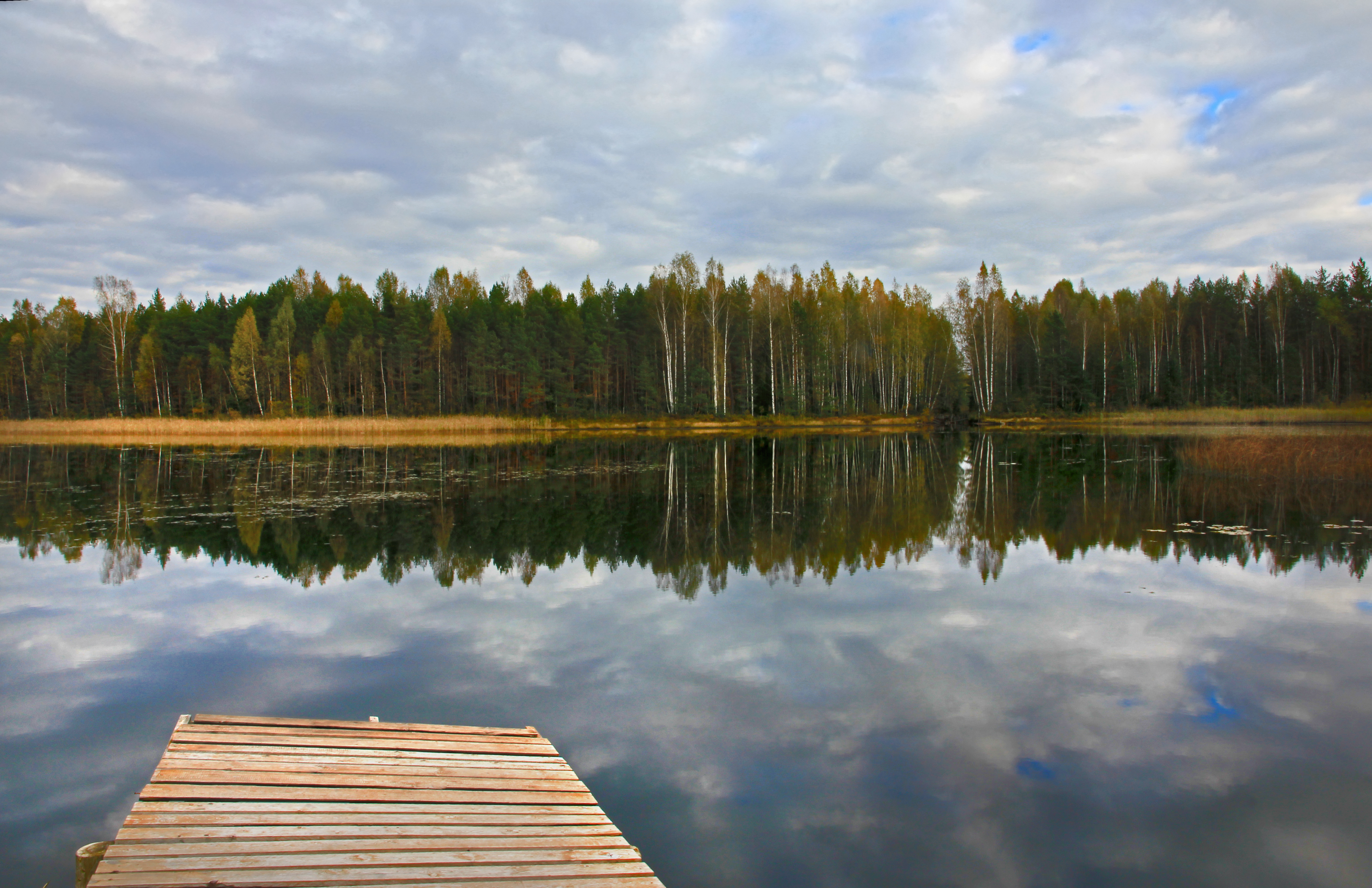
Llac Niinsaare
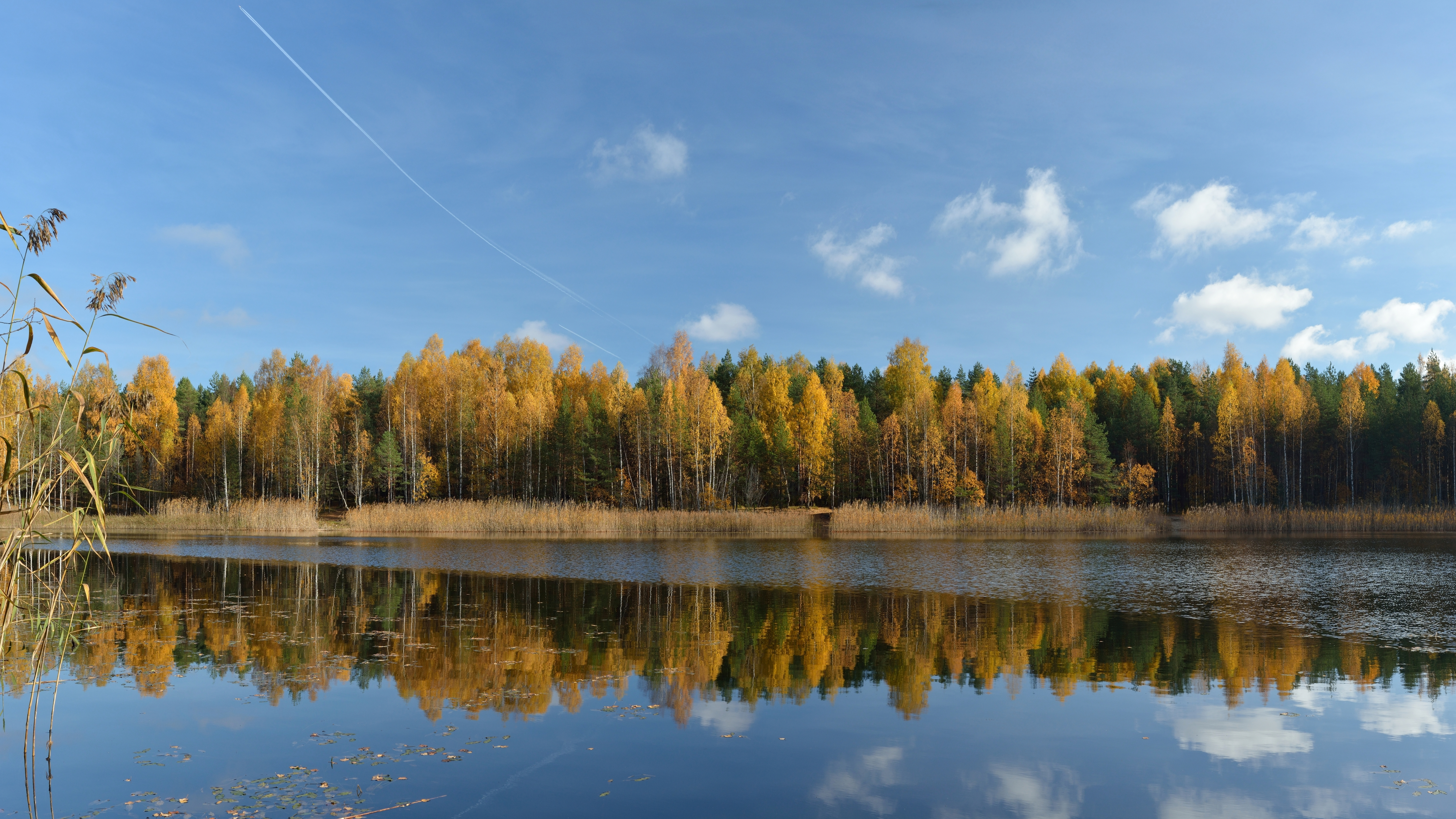
Llac Martiska
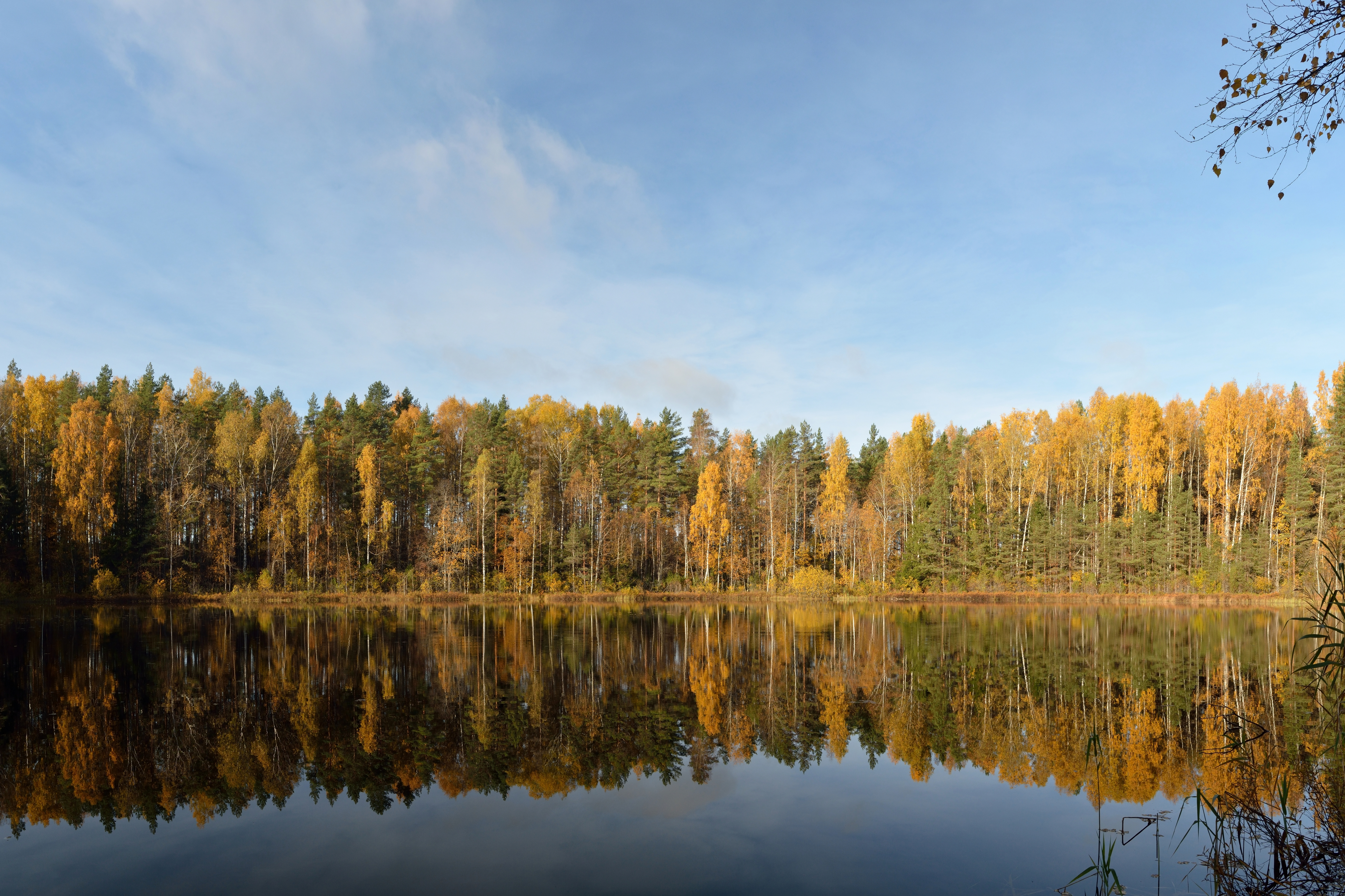
Llac Haugjärv
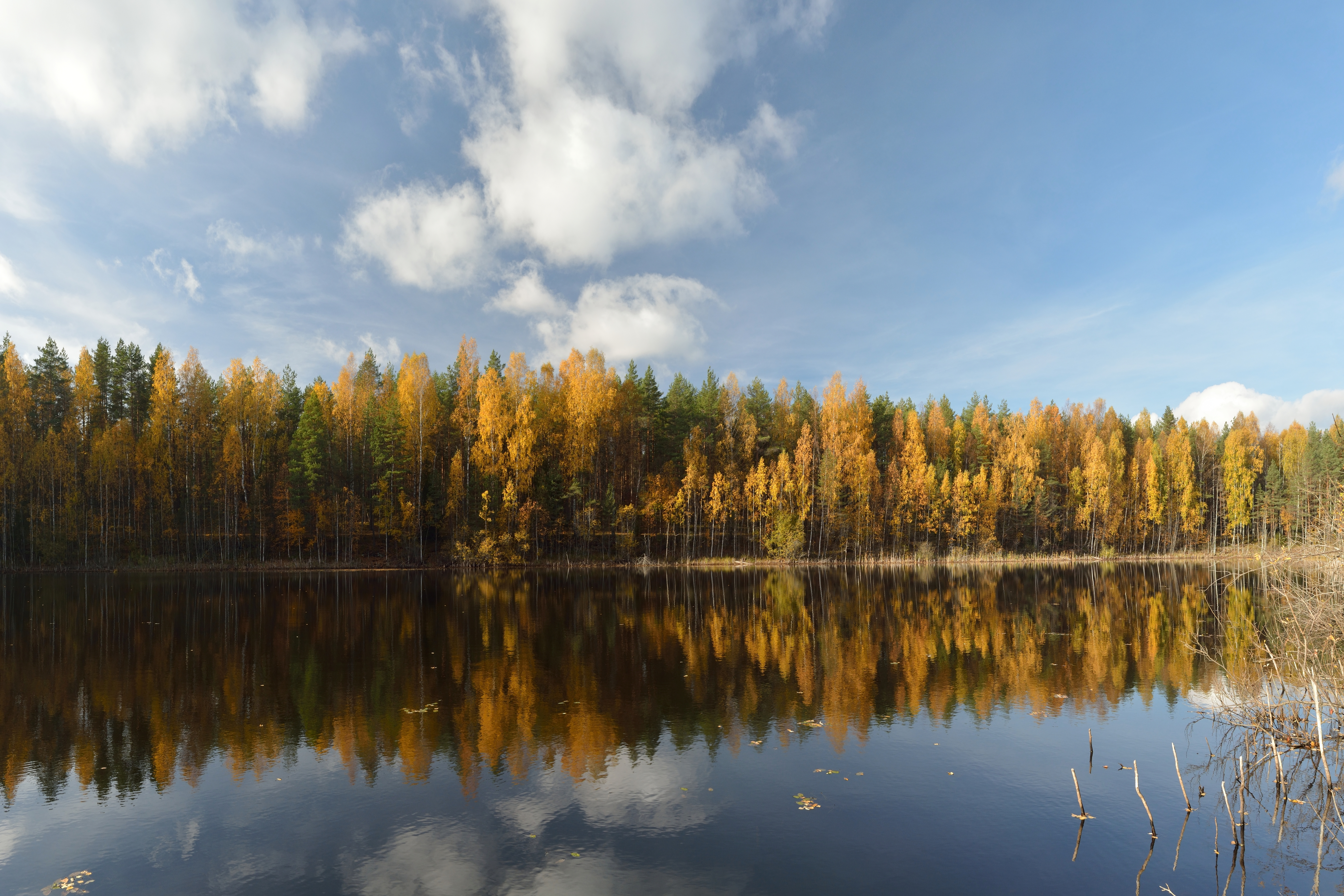
Llac Kuradijärv